# Helena Adelaide de Eslésvico-Holsácia-Sonderburgo-Glucksburgo
Helena Adelaide de Eslésvico-Holsácia-Sonderburgo-Glucksburgo (1 de junho de 1888 - 30 de junho de 1962) foi uma filha do duque Frederico Fernando de Eslésvico-Holsácia e da sua esposa, a princesa Carolina Matilde de Eslésvico-Holsácia-Sonderburgo-Augustemburgo. Era uma princesa da Dinamarca através do seu casamento com o príncipe Haroldo, filho do rei Frederico VIII da Dinamarca.

## Família
Helena era a terceira filha do duque Frederico Fernando de Eslésvico-Holsácia e da sua esposa, a princesa Carolina Matilde de Eslésvico-Holsácia. Entre as suas irmãs estava a princesa Vitória Adelaide de Eslésvico-Holsácia, esposa do duque Carlos Eduardo de Saxe-Coburgo-Gota e avó materna do actual rei Carlos XVI Gustavo da Suécia. Os seus avós paternos eram o duque Frederico de Eslésvico-Holsácia e a princesa Adelaide de Schaumburg-Lippe. Os seus avós maternos eram o duque Frederico VIII de Eslésvico-Holsácia e da princesa Adelaide de Hohenlohe-Langenburg. Uma das suas tias maternas, a princesa Augusta Vitória de Eslésvico-Holsácia, era a esposa do kaiser Guilherme II da Alemanha.

## Casamento e descendência
Helena Adelaide casou-se com o príncipe Haroldo da Dinamarca, quarto filho do rei Frederico VIII da Dinamarca e da sua esposa, a princesa Luísa da Suécia e da Noruega, no dia 28 de abril de 1909 em Glucksburgo, Eslésvico-Holsácia, Alemanha. Juntos tiveram cinco filhos:
1. Teodora da Dinamarca (3 de julho de 1910 – 17  de março de 1975), casada com o príncipe Cristiano de Schaumburg-Lippe; com descendência;
2. Carolina Matilda da Dinamarca (27 de abril de 1912 – 12 de dezembro de 1995), casada com o príncipe herdeiro Canuto; com descendência;
3. Alexandrina Luísa da Dinamarca (12 de dezembro de 1914 – 26 de abril de 1962), casada com o conde Luitpold de Castell-Castell; com descendência;
4. Gormo da Dinamarca (24 de fevereiro de 1919 – 26 de dezembro de 1991), não se casou nem teve filhos;
5. Olavo da Dinamarca (10 de março de 1923 – 19 de dezembro de 1990), perdeu o seu título, tornando-se conde Christian de Rosenborg após se ter casado sem permissão com Annie Helene Dorrit Puggard-Müller e Lis Wulff-Juergensen; com descendência.

## Ligação com o nazismo
A princesa Helena passou a ser muito odiada durante a Segunda Guerra Mundial devido às suas simpatias pela ocupação alemã da Dinamarca e pelo partido nazi em 1940. A resistência dinamarquesa afirmou que a princesa era o único membro da família real dinamarquesa que tinha traído a Dinamarca. Recebia alemães em casa, estava presente em festas dadas por alemães em Gesandtskab e tinha sido apresentada a nazis alemães por Ebba Lerche. Por causa disto, era dito que os seus filhos estavam de relações cortadas com ela. Um dos seus criados, Paul Dall, responsável por lhe pôr a mesa, era um espião do Abwehr alemão em Copenhaga e acabaria por ser julgado e considerado culpado pelo crime de espionagem.
No dia 18 de janeiro de 1942, Helena participou numa missa por C.E. von Schalburg, membro das SS que tinha morrido na frente de combate russa, um evento no qual o rei se tinha recusado a estar presente. Em 1942, tentou convencer o príncipe Canuto da Dinamarca a persuadir o rei para que permitisse a entrada de políticos nazis no governo dinamarquês. Não se pensa que Helena fosse uma agente nazi, mas sim uma informadora e um contacto informal.
Depois da guerra, a princesa não foi a julgamento, sendo um membro de uma casa real que não desejava ter publicidade com o caso, mas foi exilada da Dinamarca no dia 30 de maio de 1945 e colocada em prisão domiciliária no Palácio de Glücksburg, na Alemanha. Teve autorização para regressar à Dinamarca para assistir ao funeral do seu marido em 1949.

## Genealogia
| Helena Adelaide de Eslésvico-Holsácia-Sonderburgo-Glucksburgo | Pai: Frederico Fernando, Duque de Eslésvico-Holsácia                  | Avô paterno: Frederico, Duque Eslésvico-Holsácia-Sonderburgo-Glucksburgo | Bisavô paterno: Frederico Guilherme, Duque de Eslésvico-Holsácia-Sonderburgo-Glucksburgo    |
| Helena Adelaide de Eslésvico-Holsácia-Sonderburgo-Glucksburgo | Pai: Frederico Fernando, Duque de Eslésvico-Holsácia                  | Avô paterno: Frederico, Duque Eslésvico-Holsácia-Sonderburgo-Glucksburgo | Bisavó paterna: Luísa Carolina de Hesse-Cassel                                              |
| Helena Adelaide de Eslésvico-Holsácia-Sonderburgo-Glucksburgo | Pai: Frederico Fernando, Duque de Eslésvico-Holsácia                  | Avó paterna: Adelaide de Schaumburg-Lippe                                | Bisavô paterno: Jorge Guilherme, Príncipe de Schaumburg-Lippe                               |
| Helena Adelaide de Eslésvico-Holsácia-Sonderburgo-Glucksburgo | Pai: Frederico Fernando, Duque de Eslésvico-Holsácia                  | Avó paterna: Adelaide de Schaumburg-Lippe                                | Bisavó paterna: Ida de Waldeck e Pyrmont                                                    |
| Helena Adelaide de Eslésvico-Holsácia-Sonderburgo-Glucksburgo | Mãe: Carolina Matilde de Eslésvico-Holsácia-Sonderburgo-Augustemburgo | Avô materno: Frederico VIII de Eslésvico-Holsácia                        | Bisavô materno: Cristiano Augusto II, Duque de Eslésvico-Holsácia-Sonderburgo-Augustemburgo |
| Helena Adelaide de Eslésvico-Holsácia-Sonderburgo-Glucksburgo | Mãe: Carolina Matilde de Eslésvico-Holsácia-Sonderburgo-Augustemburgo | Avô materno: Frederico VIII de Eslésvico-Holsácia                        | Bisavó materna: Luísa Sofia de Danneskiold-Samsøe                                           |
| Helena Adelaide de Eslésvico-Holsácia-Sonderburgo-Glucksburgo | Mãe: Carolina Matilde de Eslésvico-Holsácia-Sonderburgo-Augustemburgo | Avó materna: Adelaide de Hohenlohe-Langenburg                            | Bisavô materno: Ernesto I de Hohenlohe-Langenburg                                           |
| Helena Adelaide de Eslésvico-Holsácia-Sonderburgo-Glucksburgo | Mãe: Carolina Matilde de Eslésvico-Holsácia-Sonderburgo-Augustemburgo | Avó materna: Adelaide de Hohenlohe-Langenburg                            | Bisavó materna: Feodora de Leiningen                                                        |